# Russell Square (Londons tunnelbana)
Russell Square är en tunnelbanestation i Londons tunnelbana nära parken Russell Square i Bloomsbury. Stationen trafikeras av Piccadilly line och öppnades år 1906. Russell Square används av många kontorsarbetare samt turister som bor i Bloomsbury's många hotell eller som besöker British Museum. Perrongen nås ej av rulltrappor men av hissar och vanliga trappor.

## Bombdåd
7 juli 2005 exploderade en bomb på ett tunnelbanetåg när tåget körde mellan stationerna Russell Square och King's Cross St. Pancras under Bombdåden i London 2005. De överlevande togs upp ur underjorden via stationen Russell Square.

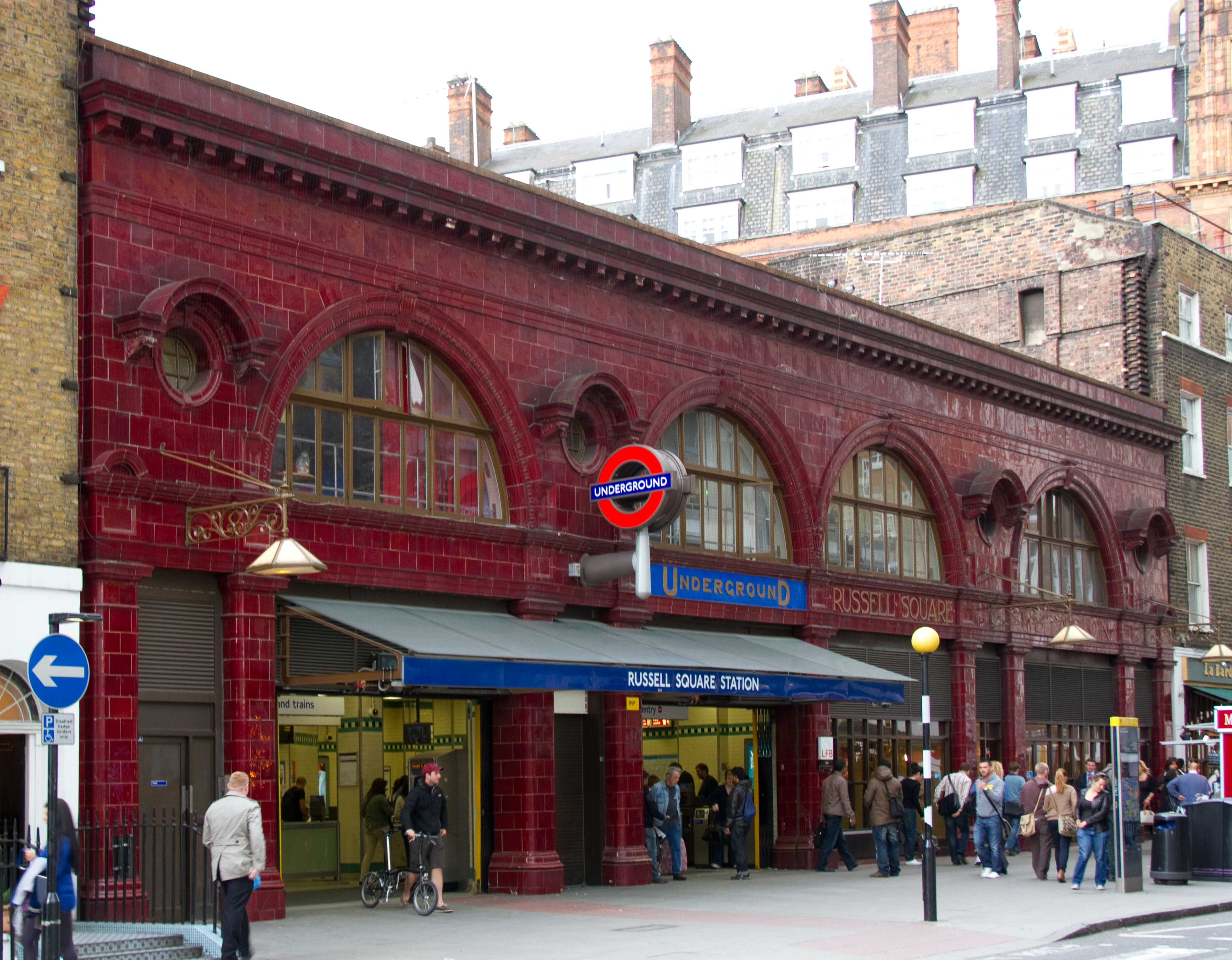
Byggnad av Leslie Green.
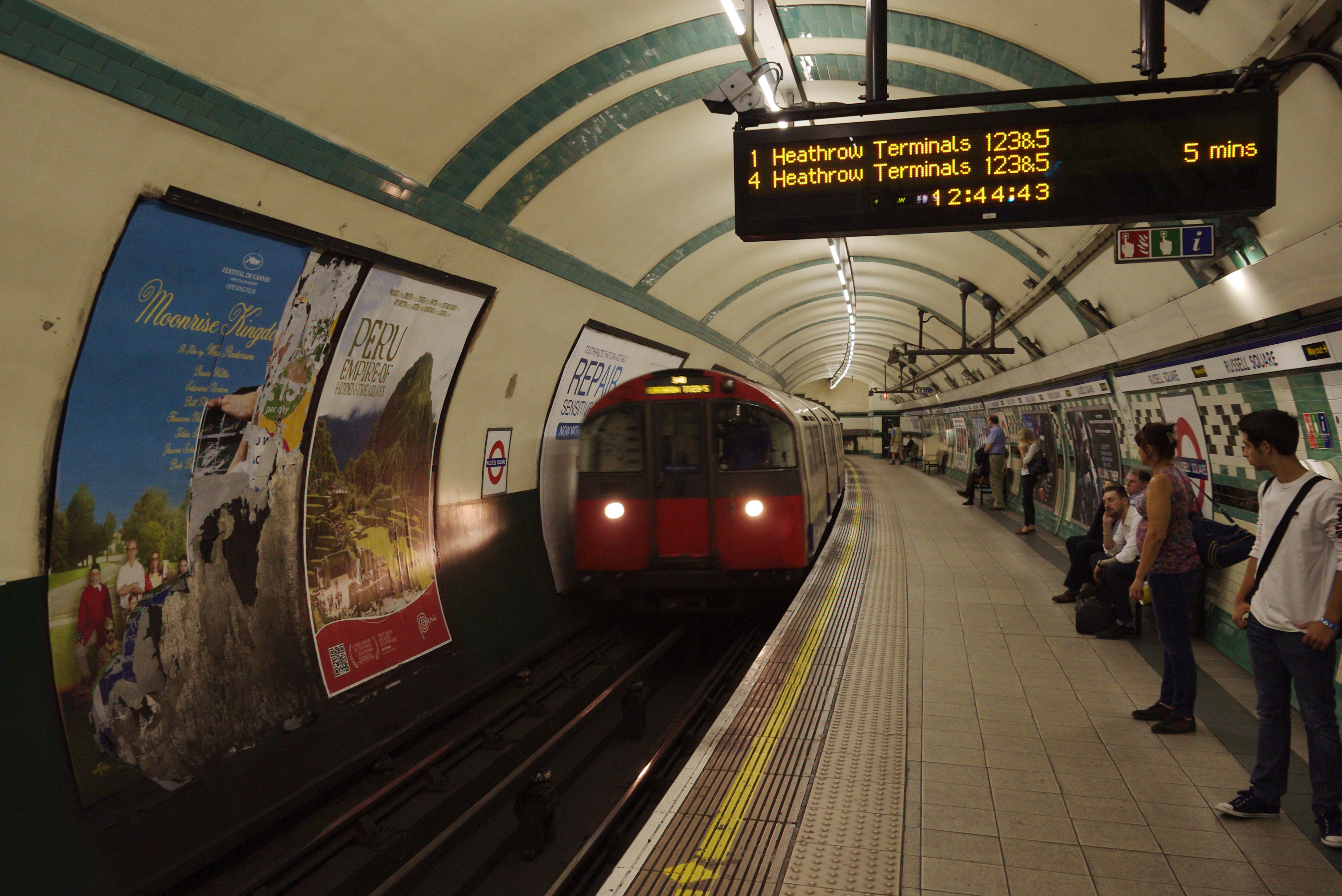
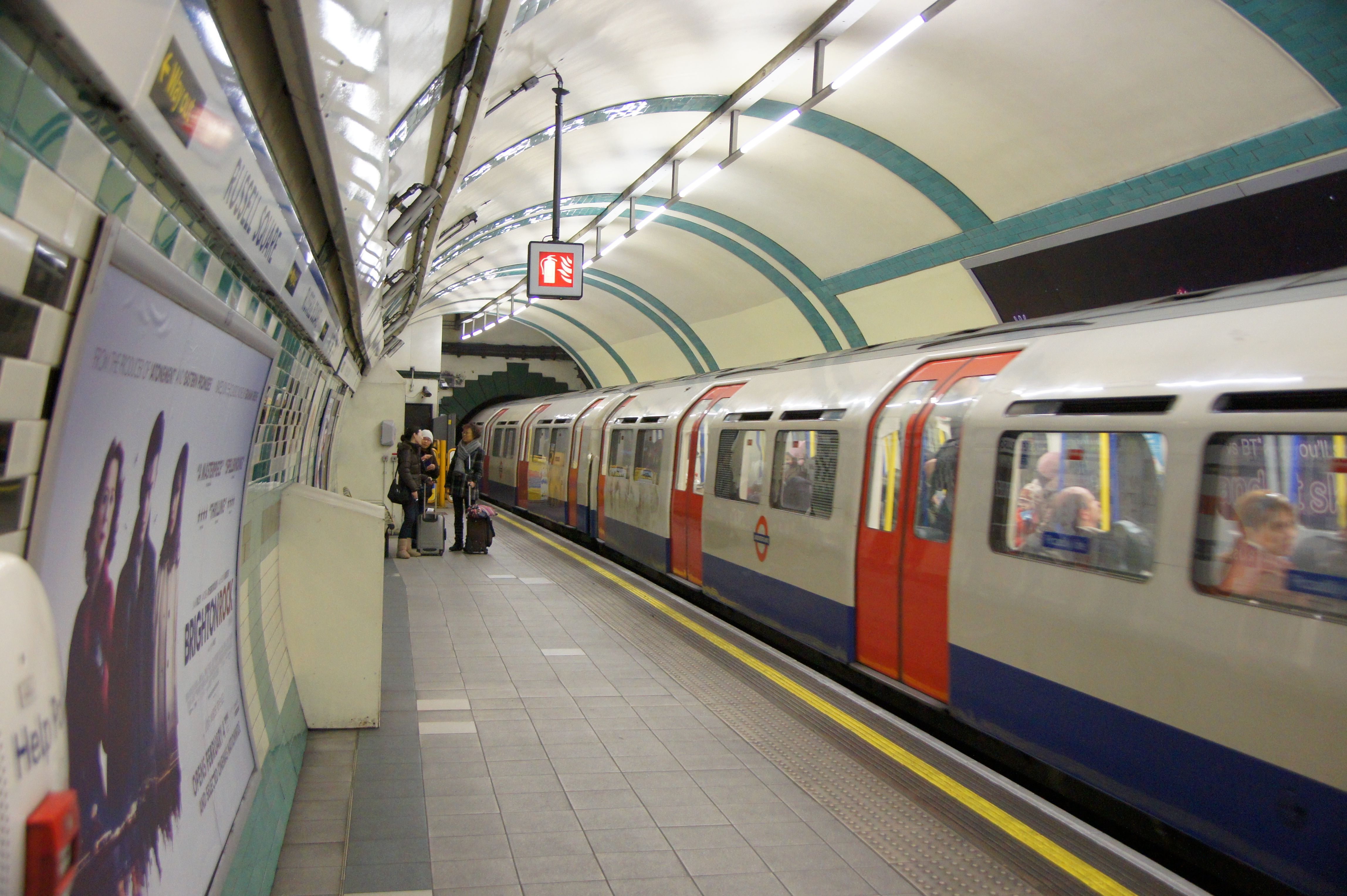
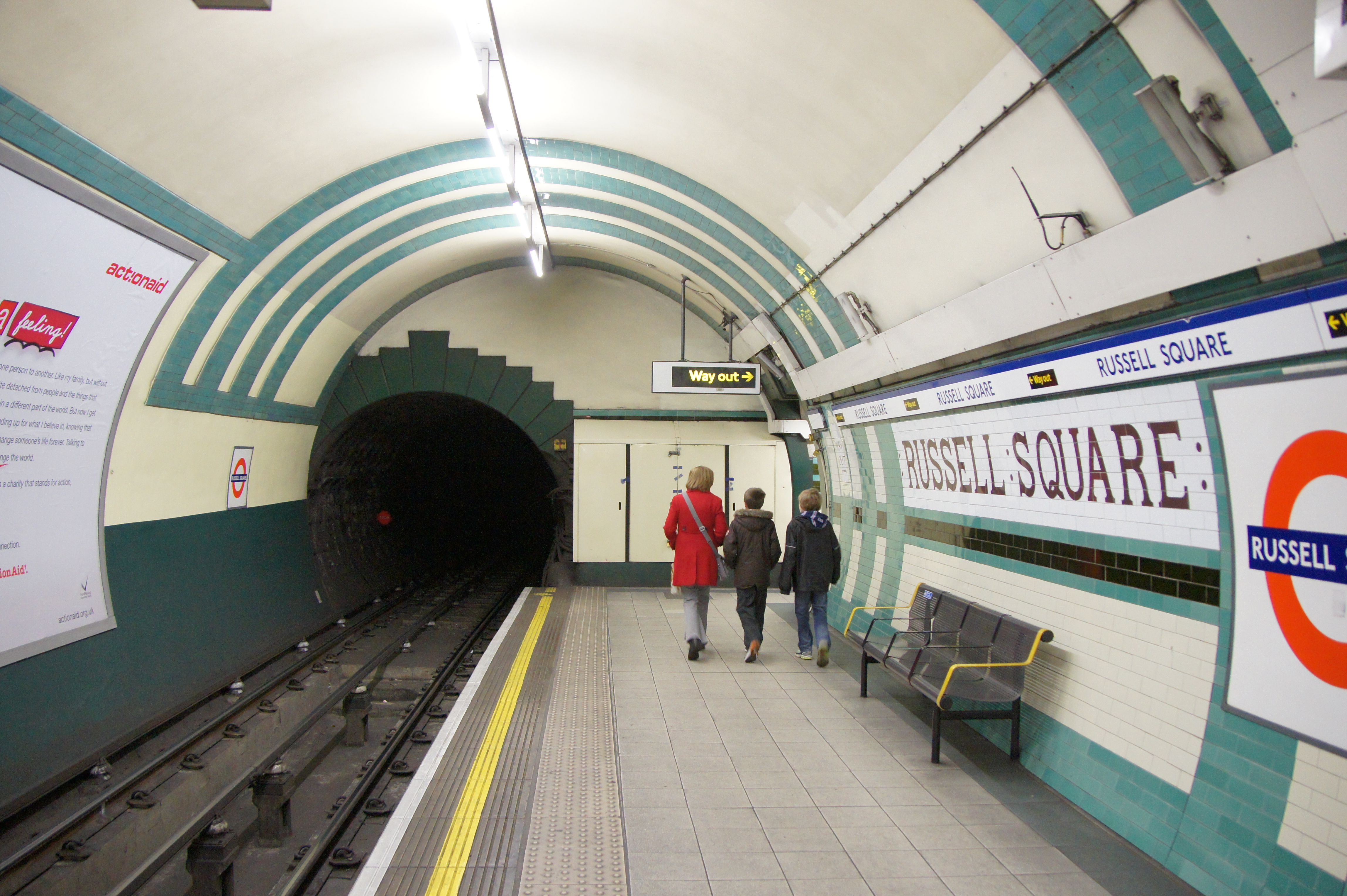

- Wikimedia Commons har media som rör Russell Square (London Underground).